# Masoud Mostafa-Jokar
Masoud Mostafa-Jokar est un lutteur iranien spécialiste de la lutte libre né le 21 septembre 1977.

## Biographie
Lors des Jeux olympiques d'été de 2004 se tenant à Athènes, il remporte la médaille d'argent en combattant dans la catégorie des -60 kg.